# Virslīga 2000
L'edizione 2000 della Virslīga fu la 9ª del massimo campionato lettone di calcio dalla ritrovata indipendenza e la 26ª con questa denominazione; vide la vittoria finale dello Skonto Rīga, giunto al suo nono titolo.
Capocannoniere del torneo fu Vladimirs Koļesņičenko (Skonto Rīga), con 17 reti.

## Stagione

### Novità
La sola novità fu costituita dal ritorno in massima serie, dopo un solo anno, del LU-Daugava, che aveva vinto la 1. Līga 1999; il LU-Daugava prese il posto del retrocesso Rēzekne.

### Formula
La formula rimase immutata: le 8 squadre si incontrarono in due turni di andata e due di ritorno un totale di 28 incontri. Erano assegnati tre punti alla vittoria, un punto al pareggio e zero per la sconfitta.
La squadra ultima classificata retrocedeva in 1. Līga.

## Squadre partecipanti
| Club              | Città      | Stagione precedente     |
| ----------------- | ---------- | ----------------------- |
| Dinaburg          | Daugavpils | 4° in Virslīga          |
| LU-Daugava        | Rīga       | 1° in 1. Līga, promosso |
| Metalurgs Liepāja | Liepāja    | 2° in Virslīga          |
| Policijas         | Riga       | 7° in Virslīga          |
| Rīga              | Riga       | 6° in Virslīga          |
| Skonto            | Riga       | Campione lettone        |
| Valmiera          | Valmiera   | 5° in Virslīga          |
| Ventspils         | Ventspils  | 3° in Virslīga          |

## Classifica finale
|                     | Pos. | Squadra           | Pt | G  | V  | N | P  | GF | GS | DR  |
| ------------------- | ---- | ----------------- | -- | -- | -- | - | -- | -- | -- | --- |
| Lettonia (bandiera) | 1.   | Skonto            | 75 | 28 | 24 | 3 | 1  | 86 | 10 | +76 |
|                     | 2.   | Ventspils         | 65 | 28 | 19 | 8 | 1  | 55 | 20 | +35 |
|                     | 3.   | Metalurgs Liepāja | 55 | 28 | 16 | 7 | 5  | 51 | 25 | +26 |
|                     | 4.   | Dinaburg          | 35 | 28 | 10 | 5 | 13 | 32 | 32 | +0  |
|                     | 5.   | Rīga              | 31 | 28 | 9  | 4 | 15 | 35 | 47 | -12 |
|                     | 6.   | Valmiera          | 24 | 28 | 5  | 9 | 14 | 25 | 48 | -23 |
|                     | 7.   | Policijas         | 16 | 28 | 4  | 4 | 20 | 13 | 62 | -49 |
|                     | 8.   | LU-Daugava        | 12 | 28 | 2  | 6 | 20 | 21 | 74 | -53 |

### Verdetti
- Skonto Rīga Campione di Lettonia 2000 e ammesso al primo turno preliminare di Champions League.
- Dinaburg ammesso al Turno di qualificazione di Coppa UEFA come finalista della Coppa di Lettonia 2001.
- Ventspils ammesso al Turno di qualificazione di Coppa UEFA.
- Metalurgs Liepaja ammesso al primo turno di Coppa Intertoto.
- LU-Daugava retrocesso in 1. Līga 2001.

## Statistiche

### Classifica cannonieri
| Gol |  |  | Giocatore              | Squadra           |
| --- |  |  | ---------------------- | ----------------- |
| 17  |  |  | Vladimirs Koļesņičenko | Skonto            |
| 15  |  |  | Vladislavs Bezborodovs | Ventspils         |
| 12  |  |  | Mihails Miholaps       | Skonto            |
| 11  |  |  | Andrejs Labanau        | Metalurgs Liepāja |
| 11  |  |  | Jurijs Molotkovs       | Rīga              |
| 10  |  |  | Davit Chaladze         | Skonto            |
| 10  |  |  | Staņislavs Dubrovins   | Dinaburg          |
| 9   |  |  | Jevgēņijs Landirevs    | Ventspils         |
| 8   |  |  | Ģirts Karlsons         | Metalurgs Liepāja |